# Municipio de West Amwell
El municipio de West Amwell (en inglés: West Amwell Township) es un municipio ubicado en el condado de Hunterdon en el estado estadounidense de Nueva Jersey. En el año 2020 tenía una población de 3.005 habitantes y una densidad poblacional de 53,00 personas por km².

## Geografía
El municipio de West Amwell se encuentra ubicado en las coordenadas 40°22′45″N 74°54′55″O / 40.37917, -74.91528.

## Demografía
Según la Oficina del Censo en 2000 los ingresos medios por hogar en el municipio eran de $73,380 y los ingresos medios por familia eran $79,605. Los hombres tenían unos ingresos medios de $49,539 frente a los $33,333 para las mujeres. La renta per cápita para la localidad era de $33,877. Alrededor del 1.6% de la población estaba por debajo del umbral de pobreza.